# Manuel García (bokser)
Manuel García – kubański bokser, złoty medalista Igrzysk Ameryki Środkowej i Karaibów z roku 1935.